# Bedriye Tahir

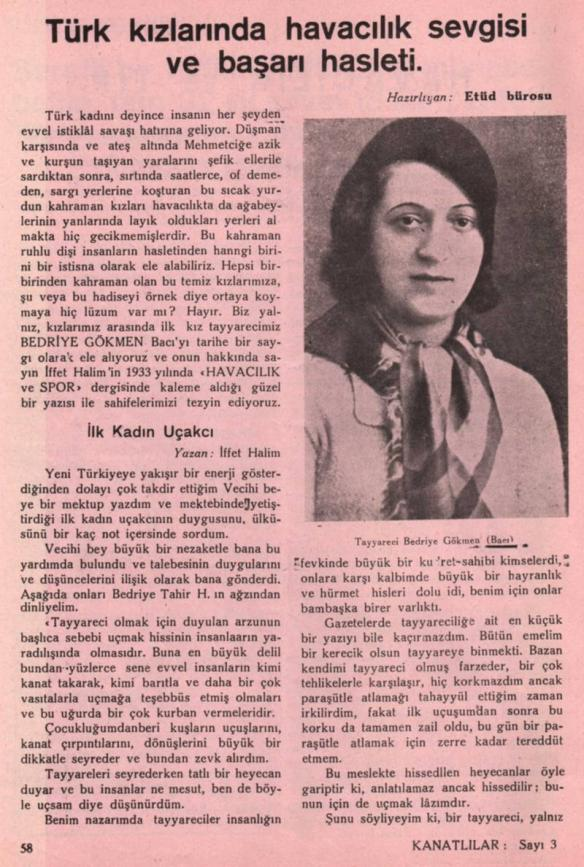
Bedriye Tahir en la revista Kanatlılar ("Alats") de 1933)

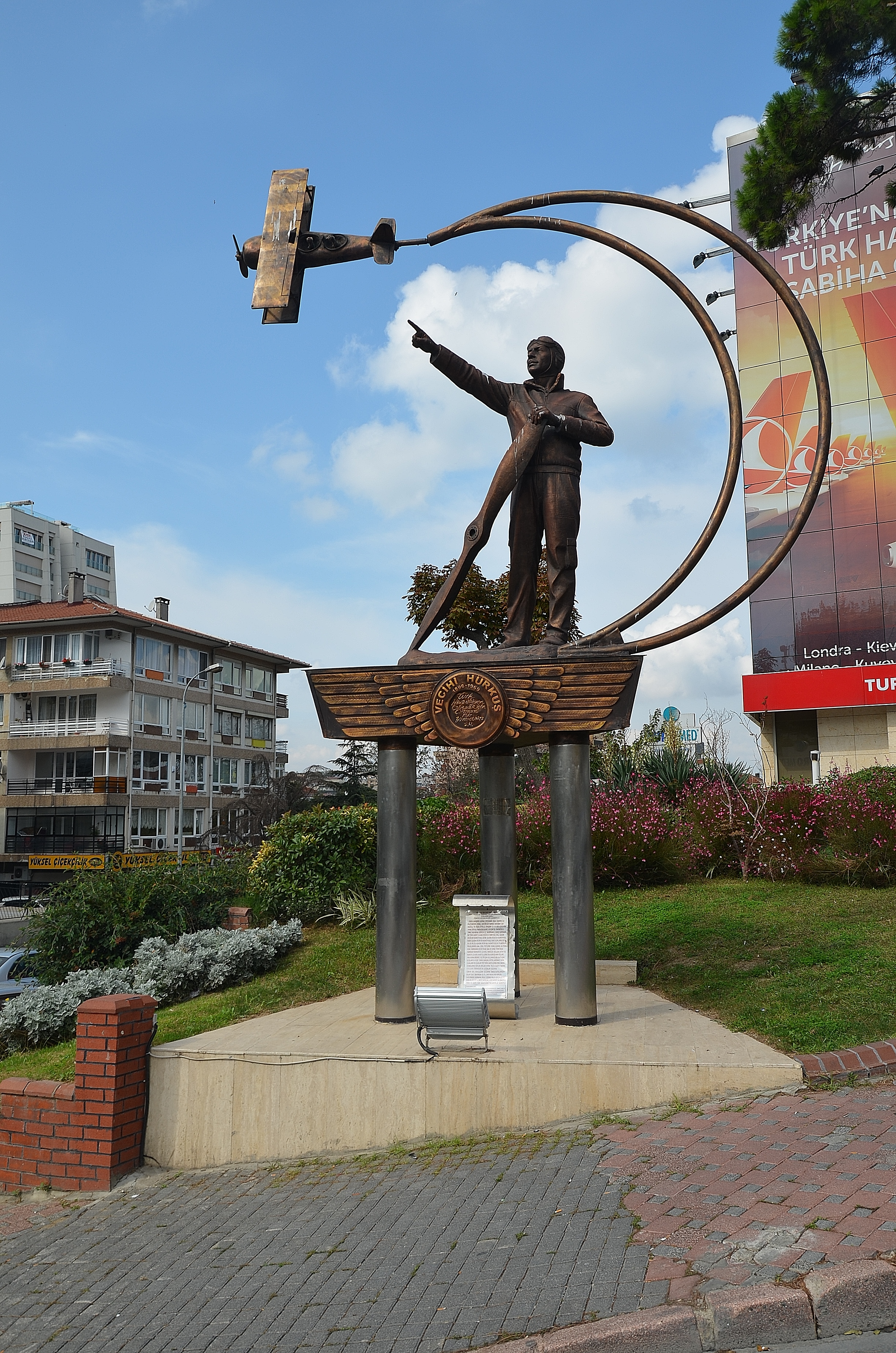
Estàtua a Vecihi Hürkuş en Kadıköy, Istanbul, al costat de Turkish Airlines i molt prop d'on tenia l'escola d'aviació.

Bedriye Tahir Gökmen, nascuda Bedriye Tahir, i també coneguda com a Bedriye Bacı o Gökmen Bacı (Germana Bedriye, germana Gökmen en turc) és una turca, que es troba entre les primeres dones aviadores de Turquia. En algunes fonts apareixa com la primera pilot civil turca.
Fou Bedriye Tahir la primera dona pilot turca que ha volat en solitari en l'escola d'entrenament de Vecihi Hürkuş (el primer productor de avionetes a Turquia) a Kadıköy, Istanbul, guanyant dret a una llicència de pilot civil. (Vecihi HÜRKUŞ'un eğitim okulunda solo uçuş yaparak sivil pilot brövesi alan ilk Türk Kadın Pilotu Bedriye Tahir Hanım oldu. p. 329) El historiador Pars Tuğlacı, retrata des del diari turc Cumhuriyet de 29 juliol de 1933 que Bedriye Tahir realitza el seu primer vol en setembre de 1932. (p. 1701)